# Roberto Rosato
Roberto Rosato (Chieri, 1943. augusztus 18. – Chieri, 2010, június 20.) Európa-bajnok és világbajnoki ezüstérmes olasz labdarúgó, hátvéd.

## Pályafutása

### Klubcsapatban
1957-ben a Torino csapatában kezdte a labdarúgást, ahol 1960-ban mutatkozott be az első csapatban és hat idényen keresztül szerepelt itt. 1966 és 1973 között az AC Milan játékosa volt. Egyszeres bajnok és háromszoros olasz kupagyőztes, továbbá egyszeres BEK-győztes és kétszeres KEK-győztes volt a csapattal. 1973 és 1977 között a Genoa, 1977 és 1979 között az Aosta labdarúgója volt. 1979-ben vonult vissza az aktív labdarúgástól.

### A válogatottban
1965 és 1973 között 37 alkalommal szerepelt az olasz válogatottban. Két világbajnokságon vett részt (1966, Anglia, 1970, Mexikó). 1970-ben tagja volt az ezüstérmes csapatnak. 1968-ban Európa-bajnok lett a válogatottal.

## Sikerei, díjai
Olaszország
- Világbajnokság
  - ezüstérmes: 1970, Mexikó
- Európa-bajnokság
  - aranyérmes: 1968, Olaszország

 AC Milan
- Olasz bajnokság (Serie A)
  - bajnok: 1967–68
- Olasz kupa (Coppa Italia)
  - győztes: 1967, 1972, 1973
- Bajnokcsapatok Európa-kupája (BEK)
  - győztes: 1968–69
- Kupagyőztesek Európa-kupája (KEK)
  - győztes: 1967–68, 1972–73
- Interkontinentális kupa
  - győztes: 1969